# Гладківська сільська рада
Гладкі́вська сільська́ ра́да — адміністративно-територіальна одиниця та орган місцевого самоврядування в Голопристанському районі Херсонської області. Адміністративний центр — село Гладківка.

## Загальні відомості
- Територія ради: 3,659 км²
- Населення ради: 3 089 осіб (станом на 2001 рік)

## Населені пункти
Сільській раді були підпорядковані населені пункти:
- с. Гладківка
- с. Рідна Україна

## Склад ради
Рада складалася з 22 депутатів та голови.
- Голова ради: Форощук Олександр Володимирович
- Секретар ради: Присяжний Микола Миколайович

### Керівний склад попередніх скликань
| Прізвище, ім'я, по батькові     | Основні відомості                                                 | Дата обрання | Дата звільнення |
| ------------------------------- | ----------------------------------------------------------------- | ------------ | --------------- |
| Форощук Олександр Володимирович | Сільський голова, 1953 року народження, освіта вища, безпартійний | 26.03.2006   | 31.10.2010      |
| Форощук Олександр Володимирович | Сільський голова, 1953 року народження, освіта вища, безпартійний | 31.10.2010   |                 |

Примітка: таблиця складена за даними сайту Верховної Ради України

### Депутати
За результатами місцевих виборів 2010 року депутатами ради стали:

#### За суб'єктами висування
| Суб'єкт висування           | Кількість обраних депутатів | %    |
| --------------------------- | --------------------------- | ---- |
| Партія регіонів             | 14                          | 63,6 |
| Самовисування               | 6                           | 27,3 |
| Комуністична партія України | 2                           | 9,1  |

#### За округами
| № округу                    | Прізвище, ім'я, по батькові      | Дата визнання обраним | Освіта             | Партійна приналежність            | Відомості про обраного депутата              |
| --------------------------- | -------------------------------- | --------------------- | ------------------ | --------------------------------- | -------------------------------------------- |
| Комуністична партія України |                                  |                       |                    |                                   |                                              |
| 14                          | Ребець Олександр Васильович      | 02.11.2010            | середня            | член Комуністичної партії України | Гладківська амбулаторія, водій               |
| 16                          | Савицький Віктор Романович       | 02.11.2010            | середня            | член Комуністичної партії України | тимчасово не працює                          |
| Партія регіонів             |                                  |                       |                    |                                   |                                              |
| 1                           | Риженко Геннадій Іванович        | 02.11.2010            | вища               | член Партії регіонів              | ДП «Херсон агроліс», директор                |
| 2                           | Олєйник Євгенія Миколаївна       | 02.11.2010            | вища               | член Партії регіонів              | Малокопанівська амбулаторія, головний лікар  |
| 4                           | Садова Людмила Леонідівна        | 15.11.2010            | середня            | член Партії регіонів              | Гладківський відділ зв'язку, листоноша       |
| 7                           | Бакай Ольга Олександрівна        | 02.11.2010            | вища               | позапартійна                      | Гладківська бібліотека, завідувач            |
| 8                           | Кур'янінов Сергій Іванович       | 02.11.2010            | вища               | член Партії регіонів              | тимчасово не працює                          |
| 10                          | Тютюник Наталія Миколаївна       | 02.11.2010            | середня            | член Партії регіонів              | тимчасово не працює                          |
| 12                          | Лазорко Ірина Валентинівна       | 02.11.2010            | вища               | позапартійна                      | приватний підприємець                        |
| 13                          | Мамедова Валентина Іванівна      | 02.11.2010            | вища               | член Партії регіонів              | приватний підприємець                        |
| 15                          | Кур'янінова Юлія Володимирівна   | 02.11.2010            | вища               | член Партії регіонів              | Гладківська загальноосвітня школа, секретар  |
| 17                          | Пересідла Наталія Леонідівна     | 02.11.2010            | середня спеціальна | член Партії регіонів              | Гладківська загальноосвітня школа, медсестра |
| 18                          | Ряска Ольга Анатоліївна          | 02.11.2010            | вища               | член Партії регіонів              | Гладківський дитячий садок, вихователь       |
| 20                          | Присяжний Микола Миколайович     | 02.11.2010            | вища               | член Партії регіонів              | фермерське господарство «Пристиж», голова    |
| 21                          | Кузьмічова Людмила Володимирівна | 02.11.2010            | вища               | член Партії регіонів              | тимчасово не працює                          |
| 22                          | Козьма Оксана Миколаївна         | 02.11.2010            | середня спеціальна | член Партії регіонів              | тимчасово не працює                          |
| Самовисування               |                                  |                       |                    |                                   |                                              |
| 3                           | Чайковський Валерій Михайлович   | 02.11.2010            | середня            | позапартійний                     | фермерське господарство «Едельвейс», голова  |
| 5                           | Загреба Лариса Григорівна        | 02.11.2010            | середня спеціальна | позапартійна                      | приватний підприємець                        |
| 6                           | Безула Зінаїда В'ячеславівна     | 02.11.2010            | середня спеціальна | позапартійна                      | Гладківська сільська рада, секретар          |
| 9                           | Штепа Тамара Миколаївна          | 02.11.2010            | середня            | позапартійна                      | тимчасово не працює                          |
| 11                          | Шакшуєва Тетяна Едуардівна       | 02.11.2010            | середня            | позапартійна                      | тимчасово не працює                          |
| 19                          | Андрієць Віталій Леонідович      | 02.11.2010            | вища               | позапартійний                     | Гладківська загальноосвітня школа, вчитель   |

## Населення
Згідно з переписом УРСР 1989 року чисельність наявного населення сільської ради становила 5212 осіб, з яких 2525 чоловіків та 2687 жінок.
За переписом населення України 2001 року в сільській раді мешкало 3086 осіб.

### Мова
Розподіл населення за рідною мовою за даними перепису 2001 року:
| Мова       | Відсоток |
| ---------- | -------- |
| українська | 87,92 %  |
| російська  | 10,07 %  |
| циганська  | 0,87 %   |
| молдовська | 0,49 %   |
| вірменська | 0,13 %   |
| білоруська | 0,10 %   |
| німецька   | 0,03 %   |
| інші       | 0,39 %   |